# قائمة القوى العظمى في القرون الوسطى
هذه هي قائمة القوى العظمى خلال فترة القرون الوسطى. استخدم مصطلح «القوة العظمى» منذ مؤتمر فيينا في عام 1815 في مجالات السياسة والجغرافية. وهناك اختلاف في استعمالات المصطلح بحسب الباحثين. أما في عصرنا الحديث استبدل المصطلح بكلمة الإمبراطوريات.

## الدول الإسلامية
تاريخيا، يبداء عصر العصور الوسطى مع انهيار بقايا حضارات العصور القديمة في القرن 7 مع الفتوحات الإسلامية حين أصبح الخلافة الإسلامية مهيمنة على العالم القديم خلال منتصف 7 إلى 10 قرون.
| اسم                           | مدة       | الملاحظات والمراجع |
| ----------------------------- | --------- | ------------------ |
| الخلافة الراشدية              | 632-661   |                    |
| الخلافة الأموية               | 661-750   |                    |
| الخلافة العباسية              | 750-1518  |                    |
| الخلافة الفاطمية              | 909-1171  |                    |
| الدولة الغزنويية              | 10 ج.     | [ 2 ]              |
| الإمبراطورية السلجوقية الكبرى | 1037-1194 | [ 3 ]              |
| السلطنة الأيوبية              | 1171-1250 |                    |
| سلطنة المماليك في مصر         | 1250-1518 |                    |
| الدولة الإيخانية              | 1256-1353 |                    |
| الإمبراطورية التيمورية        | 1370-1507 | [ 4 ]              |

## الدول المسيحية

### المسيحية الشرقية
| اسم                    | مدة                                      | الملاحظات والمراجع |
| ---------------------- | ---------------------------------------- | --- |
| الإمبراطورية البيزنطية | 4.–13 ج.                                 | الإمبراطورية البيزنطية (الإمبراطورية الرومانية الشرقية) كانت السلطة المسيحية الأقوى في فترة العصور الوسطى المبكرة، ولكنها ضعفت تحت ضغط الفتوحات الإسلامية والعثمانية فترة ذروة القرون الوسطى. وسقطت بيد الفرنجة في 1204 وعلى الرغم من استعادة دورها في 1260s لم تتمكن من العودة إلى سابق عهدها. |
| الإمبراطورية البلغارية | 681-1018 و1185-1396/1422, زينيث في 10 ج. | [ 5 ] |
| خفانات روس'            | 882-1240                                 | |
| دوقية موسكو            | 13–16 ج.                                 | |
| الإمبراطورية الإثيوبية | 12–16 ج.                                 | |

### المسيحية اللاتينية
| اسم                                              | مدة           | الملاحظات والمراجع |
| ------------------------------------------------ | ------------- | ------------------ |
| امبراطورية اللفرنجة /الإمبراطورية الكارولنجية    | 8/ج 9.        |                    |
| امبراطورية بحر الشمال                            | 11 ج.         |                    |
| المملكة الألمانيا/الإمبراطورية الرومانية المقدسة | 10-16 ج.      |                    |
| مملكة المجر                                      | 10-13 ج.      |                    |
| مملكة القدس/الدول الصليبية                       | 12 ج.         |                    |
| مملكة فرنسا                                      | 12-16 ج.      |                    |
| الإمبراطورية الأنجوية/مملكة إنجلترا              | 12-16 ج.      |                    |
| جمهورية جنوة                                     | 1099-1380     |                    |
| جمهورية البندقية                                 | 1204-1489     |                    |
| تاج قشتالة                                       | 1230-1480     |                    |
| تاج أراغون                                       | 1340s – 1480s |                    |
| بولندا-ليتوانيا                                  | 1386-1572     |                    |
| الولايات البابوية                                | 14/15 ج.      |                    |
| اتحاد كالمار                                     | 1397-1523     |                    |
| مملكة صقلية                                      | 1130-1816     |                    |
| مملكة البرتغال                                   | 12–17 ج.      |                    |

## صين العصور الوسطى
| اسم       | مدة       | الملاحظات والمراجع                                                                  |
| --------- | --------- | ----------------------------------------------------------------------------------- |
| سلالة سوي | 581-618   |                                                                                     |
| أسرة تانغ | 618-907   |                                                                                     |
| أسرة لياو | 907-1125  | كان اسم دولة ياو في البداية دولة خيطان. تغير اسمها إلى لياو في 947.                 |
| سونغ      | 960-1279  |                                                                                     |
| اسرة جين  | 1115-1234 |                                                                                     |
| أسرة يوان | 1206-1368 | الإمبراطورية المغولية تأسست في عام 1206. قوبلاي خان أعلن أن تكون أسرة يوان في 1271. |
| اسرة مينغ | 1368-1644 |                                                                                     |

## آسيا الداخلية ومنغوليا
| اسم                   | مدة       | الملاحظات والمراجع                                             |
| --------------------- | --------- | -------------------------------------------------------------- |
| خانية غوكتورك التركية | 7/8 ج.    |                                                                |
| خاقانية الأويغور      | 8 ج.      |                                                                |
| الدولة القراخطانية    | 12 ج.     |                                                                |
| إمبراطورية المغول     | 1206-1368 | فإن إمبراطورية المغول أكبر إمبراطورية متجاورة في تاريخ العالم. |

## جنوب الصحراء الأفريقية الكبرى
| اسم               | مدة       | الملاحظات والمراجع |
| ----------------- | --------- | ------------------ |
| إمبراطورية غانا   | 700-1240  |                    |
| كانيم-بورو        | 700-1380  |                    |
| إمبراطورية مالي   | 1300-1450 |                    |
| كونغو             | 1390-1857 |                    |
| إمبراطورية سونغاي | 15/16 ج.  |                    |

## الهند وجنوب شرق آسيا
| اسم                      | مدة                 | الملاحظات والمراجع |
| ------------------------ | ------------------- | ------------------ |
| إمبراطورية موريا         | 321-185 قبل الميلاد |                    |
| تشولا                    | 300-1279            |                    |
| الباندانية               | 300-1650            |                    |
| الإمبراطورية التشالوكية  | 543-753             |                    |
| الإمبراطورية السيرفيكاية | 650-1377            |                    |
| إمبراطورية بالا          | 750-1174            |                    |
| امبراطورية راشتراكوتا    | 753-982             |                    |
| إمبراطورية الخمير        | 802-1431            |                    |
| سلطنة دلهي               | 1192-1506           |                    |
| إمبراطورية ماجاباهيت     | 1293-1527           |                    |
| سلطنة البنغال            | 1352-1576           |                    |
| إمبراطورية باغان         | 849-1297            |                    |
| مملكة افة                | 1364-1555           |                    |

## أمريكتي ما قبل كولومبوس
- إمبراطورية تولتيك (القرن 8 إلى 12).
- حضارة المايا الكلاسيكية، (250م إلى 900م)
- إمبراطورية واري (القرن 6–القرن 11م).
- المملكة شيمور (القرن 9 وحتى 1470م).
- إمبراطورية الإنكا (القرن 15-16).
- إمبراطورية الأزتيك (القرن 15-16).
- دولة تراسكان (قرن 14-16).
- تياخالا (دولة نهوا) (قرن 14-16).
- تلاتيلولكو (البيتلي) 0قرن 14-16).
- أولمك